# Parafia Przenajdroższej Krwi Pana Naszego Jezusa Chrystusa w Żelaznie
Parafia Przenajdroższej Krwi Pana Naszego Jezusa Chrystusa w Żelaznie – parafia rzymskokatolicka w dekanacie Wyrzysk w diecezji bydgoskiej.
Erygowana 1 maja 1978.

## Zasięg parafii
Do parafii należą wierni z miejscowości: Bnin, Dąbki, Jadwiżyn i Żelazno.